# Стивенс, Дэн
Дэ́ниел Джо́натан (Дэн) Сти́венс (англ. Daniel Jonathan "Dan" Stevens, род. 10 октября 1982, Кройдон, Лондон) — британский актёр. Наиболее известен по роли Мэттью Кроули в телесериале «Аббатство Даунтон», роли Чудовища в фильме-мюзикле «Красавица и Чудовище» и главной роли в сериале «Легион».

## Биография
Стивенс был усыновлён при рождении и вырос в Кройдоне в семье учителей. Его младший брат также был усыновлён.
После бунтарской молодости, Стивенс поступил в школу Тонбридж (англ. Tonbridge School), частную школу-интернат в Кенте, где он заинтересовался театром после прослушивания на главную роль в «Макбете» у своего учителя, писателя Джонатана Смита. Стивенс продолжил изучать английскую литературу в колледже Эммануэль (англ. Emmanuel College) в Кембридже и стал чуть ли не лучшим на своём курсе, посвящая большую часть своего времени театру в свой выпускной год. Он был членом театрального клуба «Footlights» при Кембриджском университете и общества Марлоу (англ. Marlowe Society); он также получил опыт актёрского мастерства в Национальном молодёжном театре (англ. National Youth Theatre). Впервые он был замечен режиссёром сэром Питером Холлом на производстве «Макбета», где Стивенс сыграл главную роль, а дочь Холла Ребекка сыграла леди Макбет.
Стивенс начал профессиональную актёрскую карьеру в 2004 году, когда Холл пригласил его на роль Орландо в постановку комедии Шекспира «Как вам это понравится». В рамках тура постановка была показана в театре Роуз в Кингстоне-на-Темзе, Бруклинской музыкальной академии в Нью-Йорке, театре Каррана в Сан-Франциско и театре Ахмансона в Лос-Анджелесе. Дебют принёс актёру восторженные отзывы критиков Великобритании и США, а также номинацию на премию Иэна Чарльсона.
В 2006 году Стивенс снялся в роли Ника Геста в экранизации романа Алана Холлингхёрста «Линия красоты», получившего Букеровскую премию. Позже в том же году он сыграл Саймона Блисса в «Сенной лихорадке» Ноэля Коварда в лондонском театре Хеймаркет вместе с Питером Боулзом и Джуди Денч; режиссёром был Питер Холл. Он также исполнил роль лорда Холмвуда в экранизации «Дракулы» и роль Бэзила Брукса в фильме «Максвелл», удостоенном премии Эмми. В том же году он был назван Screen International звездой завтрашнего дня.
В 2008 году Стивенс исполнил роль Эдварда Феррарса в экранизации романа Джейн Остин «Чувство и чувствительность», а также сыграл в экранизации романа «Вихрь» Ноэля Кауарда. В 2009-м актёр появился в экранизации повести «Поворот винта» с участием Мишель Докери (с которой он позже вместе сыграет в «Аббатстве Даунтон»). В том же году Стивенс вернулся в Вест-Энд, где исполнил роль Септимуса Ходжа в «Аркадии» Тома Стоппарда в Duke of York’s Theatre.
Прорывной для актёра стала роль Мэтью Кроули в сериале «Аббатство Даунтон», созданном и написанном оскароносным сценаристом Джулианом Феллоузом. Шоу стало мировой сенсацией и было номинировано на несколько премий Эмми, BAFTA, Золотой глобус и Гильдии киноактёров. После окончания третьего сезона Стивенс решил покинуть сериал, чтобы сосредоточиться на других проектах.
В 2012 актёра можно было увидеть в комедийном фильме ужасов «Вампирши», а в 2013 — в биографическом триллере «Пятая власть». Также в 2012 году Стивенс переехал со своей семьёй в Нью-Йорк и дебютировал на Бродвее в постановке пьесы «Наследница». В 2014 году Стивенс снялся в фильме «Гость», за что был удостоен премии Сатурн, а также в картинах «Сапожник» и «Прогулка среди могил». В комедии «Ночь в музее: Секрет гробницы», вышедшей на экраны также в 2014 году, Дэн Стивенс сыграл сэра Ланселота.
В 2016 году актёра можно было увидеть в фильме «Моя девушка — монстр» в компании Энн Хэтэуэй, а в период с 2017 по 2019 — в главной роли в супергеройском сериале «Легион».
В 2017 году состоялась мировая премьера фэнтези «Красавица и Чудовище», в котором Стивенс сыграл Чудовище, а Эмма Уотсон — Белль, а также комедии «Человек, который изобрёл Рождество», в котором Стивенс сыграл Чарльза Диккенса.
В 2020 году на экраны вышли сразу 4 фильма, снятые при участии актёра: «Зов предков», «Евровидение: История огненной саги», «Бывшая с того света» и «Кто не спрятался».
В начале августа 2021 года в российский прокат вышла романтическая комедия «Я создан для тебя», в которой Стивенс исполнил роль андроида Тома, созданного, чтобы стать идеальным мужчиной для Альмы (в исполнении Маррен Эггерт).
В мае 2022 года появилась информация о приглашении Стивенса на роль главного героя в сиквеле Годзилла против Конга.
Стивенс является главным редактором The Junket, онлайн-ежеквартального издания, которое он основал в 2011 году вместе с несколькими друзьями.
Помимо английского, свободно владеет французским и немецким языками.

## Личная жизнь
Стивенс женат на южноафриканской джазовой вокалистке, а ныне учителе пения Сьюзи Хэриет (англ. Susie Hariet). Они встретились в 2006 году, когда появлялись в разных театрах в Шеффилде в Англии. У пары трое детей: две дочери — Уиллоу (англ. Willow, род. 2009) и Иден (англ. Eden, род. 2016), и сын Обри (англ. Aubrey, род. 2012). Ребекка Холл является крёстной матерью его дочери Уиллоу.

## Фильмография
| Год       |     | Русское название                           | Оригинальное название                                         | Роль               |
| --------- | --- | ------------------------------------------ | ------------------------------------------------------------- | ------------------ |
| 2004      | мтф | Франкенштейн                               | Frankenstein                                                  | Генри              |
| 2006      | мтф | Линия красоты                              | The Line of Beauty                                            | Ник Гэст           |
| 2006      | тф  | Дракула                                    | Dracula                                                       | лорд Артур Холмвуд |
| 2007      | тф  | Максвелл                                   | Maxwell                                                       | Бэзил Брукс        |
| 2007      | тф  | Мисс Марпл Агаты Кристи: Немезида          | Marple: Nemesis                                               | Майкл Рейфил       |
| 2008      | мтф | Разум и чувства                            | Sense and Sensibility                                         | Эдвард Феррарс     |
| 2009      | ф   | Хильда                                     | Hilde                                                         | Дэвид Кэмерон      |
| 2009      | тф  | Поворот винта                              | The Turn of the Screw                                         | доктор Фишер       |
| 2010—2012 | с   | Аббатство Даунтон                          | Downton Abbey                                                 | Мэттью Кроули      |
| 2011      | кор | Книга мертвых Северного Лондона            | The North London Book of the Dead                             | диктор             |
| 2011      | кор | Приходящая няня                            | Babysitting                                                   | Спенсер            |
| 2012      | ф   | Вампирши                                   | Vamps                                                         | Джоуи Ван Хельсинг |
| 2012      | кор | Мелководье                                 | Shallow                                                       | Ричард Доув        |
| 2013      | ф   | Лето в феврале                             | Summer in February                                            | Гилберт Эванс      |
| 2013      | ф   | Пятая власть                               | The Fifth Estate                                              | Иэн Катц           |
| 2013      | с   | Люди будущего                              | The Tomorrow People                                           | TIM                |
| 2014      | ф   | Гость                                      | The Guest                                                     | Дэвид Коллинз      |
| 2014      | с   | Однажды в сказке: Злая Ведьма приближается | Once Upon a Time: Wicked Is Coming                            | рассказчик         |
| 2014—2017 | с   | Кайф с доставкой                           | High Maintenance                                              | Колин              |
| 2014      | ф   | Прогулка среди могил                       | A Walk Among the Tombstones                                   | Кенни Кристо       |
| 2014      | ф   | Сапожник                                   | The Cobbler                                                   | Эмильяно           |
| 2014      | ф   | Ночь в музее: Секрет гробницы              | Night at the Museum: Secret of the Tomb                       | сэр Ланселот       |
| 2015      | ф   | Преступная деятельность                    | Criminal Activities                                           | Ной                |
| 2015—2016 | мс  | Суперособняк                               | SuperMansion                                                  | Бансен             |
| 2016      | ф   | Билет                                      | The Ticket                                                    | Джеймс             |
| 2016      | ф   | Стратегия Оппенгеймера                     | Norman: The Moderate Rise and Tragic Fall of a New York Fixer | Дэвид              |
| 2016      | ф   | Моя девушка — монстр                       | Colossal                                                      | Тим                |
| 2017—2019 | с   | Легион                                     | Legion                                                        | Дэвид Хэллер       |
| 2017      | ф   | Красавица и Чудовище                       | Beauty and the Beast                                          | Чудовище           |
| 2017      | ф   | Рубильник                                  | Kill Switch                                                   | Уилл Портер        |
| 2017      | ф   | Разрешение                                 | Permission                                                    | Уилл               |
| 2017      | ф   | Маршалл                                    | Marshall                                                      | Лорин Уиллис       |
| 2017      | ф   | Человек, который изобрёл Рождество         | The Man Who Invented Christmas                                | Чарльз Диккенс     |
| 2018      | ф   | Апостол                                    | Apostle                                                       | Томас Ричардсон    |
| 2019      | ф   | Люси в небесах                             | Lucy in the Sky                                               | Дрю Кола           |
| 2020      | ф   | Зов предков                                | The Call of the Wild                                          | Хол                |
| 2020      | ф   | Евровидение: История огненной саги         | Eurovision Song Contest: The Story of Fire Saga               | Александр Лемтов   |
| 2020      | ф   | Бывшая с того света                        | Blithe Spirit                                                 | Чарльз Кондомин    |
| 2020      | ф   | Кто не спрятался                           | The Rental                                                    | Чарли              |
| 2021      | ф   | Я создан для тебя                          | Ich bin dein Mensch                                           | Том                |
| 2024      | ф   | Годзилла и Конг: Новая империя             | Godzilla x Kong: The New Empire                               | Траппер            |
| 2024      | ф   | Кукушка                                    | Cuckoo                                                        | Мистер Кёниг       |
| 2024      | ф   | Эбигейл                                    | Abigail                                                       | Фрэнк              |
| 2025      | ф   | Ритуал                                     | The Ritual                                                    | Джозеф Штайгер     |
| 2025      | ф   | Swiped                                     | Swiped                                                        |                    |
| 2027      | ф   | Годзилла и Конг: Сверхновая                | Godzilla x Kong: Supernova                                    | Траппер            |
| ТВА       | ф   | Натиск                                     | Onslaught                                                     |                    |

## Театр
| Год  | Произведение                                       | Роль            | Режиссёр                    | Место показа                    | Ист.   |
| ---- | -------------------------------------------------- | --------------- | --------------------------- | ------------------------------- | ------ |
| 2004 | Как вам это понравится                             | Орландо         | Питер Холл                  | Театр Роуз, Кингстон            | [ 7 ]  |
| 2005 | Всякое бывает                                      |                 | Питер Холл                  | Королевский театр, Бат          |        |
| 2005 | В ожидании Годо                                    |                 | Питер Холл                  | Королевский театр, Бат          |        |
| 2005 | Частная жизнь                                      |                 | Питер Холл                  | Королевский театр, Бат          |        |
| 2005 | Много шума из ничего                               | Клавдио         | Питер Холл                  | Королевский театр, Бат          |        |
| 2006 | Римляне в Британии                                 | Марбан/Мейтленд | Сэмюэл Уэст                 | Театр Крусибл, Шеффилд          | [ 39 ] |
| 2006 | Сенная лихорадка                                   | Саймон Блисс    | Питер Холл                  | Королевский театр, Хаймаркет    | [ 40 ] |
| 2008 | Вихрь                                              | Никки Ланкастер | Питер Холл                  | Театр Аполло, Лондон            | [ 41 ] |
| 2009 | Каждый хороший мальчик заслуживает благосклонности | доктор          | Феликс Барретт и Том Моррис | Национальный театр, Лондон      | [ 42 ] |
| 2009 | Аркадия                                            | Септимус Ходж   | Дэвид Лево                  | Театр герцога Йоркского, Лондон | [ 43 ] |
| 2010 | Поздно ночью                                       | Дэвид           | Ричард Кёртис               | Олд Вик, Лондон                 |        |
| 2012 | Наследница                                         | Моррис Таунсенд | Мозес Кауфман               | Театр Уолтера Керра, Бродвей    | [ 44 ] |

## Награды и номинации
| Год  | Награда                        | Категория                                       | Работа                 | Результат | Ист.   |
| ---- | ------------------------------ | ----------------------------------------------- | ---------------------- | --------- | ------ |
| 2004 | Премия Иэна Чарльсона          | Премия Иэна Чарльсона                           | Как вам это понравится | Номинация | [ 7 ]  |
| 2013 | Премия Гильдии киноактёров США | Лучший актёрский состав в драматическом сериале | Аббатство Даунтон      | Победа    |        |
| 2014 | Премия Гильдии киноактёров США | Лучший актёрский состав в драматическом сериале | Аббатство Даунтон      | Номинация |        |
| 2015 | Сатурн                         | Лучший киноактёр                                | Гость                  | Номинация | [ 45 ] |
| 2015 | Империя                        | Лучший дебют                                    | Гость                  | Номинация |        |